# ヌラ川
ヌラ川（ヌラがわ、Nura、カザフ語: Нұра、ロシア語: Нура）は、カザフスタン北西部を流れる主要河川。長さは978キロメートル (608 mi)、流域面積は60,800平方キロメートル (23,500 sq mi)である。

## 流路
この川は、カザフ高原に連なるキジルタス山脈に源を発し、まず北北西に向かっておよそ100キロメートル (62 mi)流れる。次いで西向きに流れを変え、220キロメートル (140 mi)ほど流れた後、南西に180キロメートル (110 mi)流れる。さらに、エセンゲルディの近傍で北に向きを変えておよそ200キロメートル (120 mi)流れ、やがて南西に向きを変えてヌルスルタン付近でエルティシ川近くを流れる。そこから、ショラクシャルカー湖やコルガルジン湖など、いくつかの湖を経由しながら南西におよそ300マイル (480 km)流れ、最後にテンギス湖に注いで内陸流域を成す。おもな支流には、シェルバイヌラ川、ウルケン・クンディジ川、アクバスタウ川 (Akbastau) がある。この川は、灌漑や上水道の水源として大いに利用されている。河口における平均流量は、28.39立方メートル毎秒 (1,003 cu ft/s)である。
イルティシュ・カラガンダ運河は、北緯50度05分26秒 東経73度22分40秒 / 北緯50.09056度 東経73.37778度においてヌラ川と交差し、川の下をトンネルのような形でくぐっている。この運河の水の一部は、北緯50度5分30秒 東経73度22分37秒 / 北緯50.09167度 東経73.37694度)のダムの放水路からヌラ川に注ぎ、川の流量を増している。
運河との交差地点から下流側には、北緯50度06分17秒 東経72度55分08秒 / 北緯50.10472度 東経72.91889度に建設されたダムによってサマルカンド貯水池 (the Samarkand Reservoir) が設けられており、テミルタウ市の水源となっている。

## 汚染
1972年、テミルタウ市のアセトアルデヒド工場が、大量の水銀を含んだ廃水をこの川に放出し始めた。工場は、1997年に閉鎖されたが、大量の水銀が川や周辺地域に残った。水銀の大部分はテミルタウからイントゥマク貯水池 (Intumak Reservoir) に至る25-キロメートル (16 mi)に及ぶ堆積土壌に広がり、大部分は貯水池に溜まった。それでも、汚染はさらに広がっており、70キロメートル (43 mi)ほど下流でも相当量の水銀が検出され、特に増水期には汚染物質が氾濫原全体に広がり、大きな問題となっている。推定では、周辺地域にある汚染された土壌は1,500,000立方メートル (53,000,000 cu ft)に及ぶとされている。これとは別に、複数ある石炭火力発電所から排出される灰も、この川を汚染している。